# La Guimard (Jules Verne)
Pour les articles homonymes, voir Guimard.
La Guimard est une comédie en deux actes, écrite par Jules Verne en 1850, qui n'a jamais été représentée.

## Argument
La Guimard, célèbre danseuse, utilise des moyens malhonnêtes pour séparer le peintre David et son amoureuse.

## Personnages
- David, peintre
- La Guimard
- Valentine
- Rémy Sérésol, professeur de danse, 50 ans
- M. de Vergy, 40 ans, gros
- M. d'Abrecourt, 45 ans
- Chandas, 47 ans
- Un lieutenant de police

## Commentaires
Cette comédie en deux actes, dont la rédaction peut être fixée à l'année 1850, représente, dans le domaine de la comédie en prose, la deuxième tentative de Jules Verne qui aboutisse à un texte terminé, après Abd'Allah, l'année précédente. Le dramaturge tire son sujet d'un fait historique, la relation entre le peintre Jacques-Louis David (1748-1825) et Marie-Madeleine Guimard, célèbre danseuse de l'Opéra, de cinq ans son aînée (1743-1816). L'action se situe en 1775. David avait été chargé, cette année-là, de terminer la décoration du salon de la « belle impure », commencée puis abandonnée par Fragonard, selon le Grand Dictionnaire universel de Pierre Larousse. « La Guimard fut si satisfaite de son peintre, poursuit Larousse, qu'elle lui demanda de faire son portrait et lui donna des preuves d'une générosité aussi noble que délicate. » Jules Verne n'en donne pas une image aussi désintéressée, sauf vers la fin, où son personnage change d'avis, d'une manière un peu invraisemblable. On ne connaît pas la source dont s'inspira Jules Verne, mais, depuis pas mal d'années, l'imaginaire romantique « tourne » autour des grandes artistes du XVIIIe siècle et de leur carrière amoureuse. Pour preuves, Alfred de Musset, Théophile Gautier ou Honoré de Balzac dont la « Claudine » d'Un prince de la bohème s'inspire en partie du personnage de la Guimard, d'ailleurs cité par l'auteur.
Mais, dans la pièce, elle partage largement la vedette avec David, dont le statut d'artiste a, lui aussi, son importance. Au niveau des peintres, s'il est le premier à apparaître dans une œuvre de Jules Verne, il ne sera pas le seul. L'année suivante, l'auteur entame la rédaction d'une autre pièce, rédaction qui se déroulera sur quatre ans, Monna Lisa (1851-1855), où il s'inspire des rapports entre Léonard de Vinci et la Joconde, mais où il met surtout en avant les rapports de l'amour et de l'art, d'une manière plus convaincante qu'ici.
Plus tard, dans les Voyages extraordinaires, d'autres personnages de peintres apparaîtront, tels Olivier Sinclair dans Le Rayon vert où, ici, l'art sera confronté à la science, et Max Réal, l'un des concurrents du match Hypperbone dans Le Testament d'un excentrique, qui, lui, fera rimer peinture et paresse.
Une pièce curieusement d'un propos sérieux, d'ambiance un  peu morose, note Alexandre Tarrieu.